# Ion Cristian Dan Popovici
Ion Cristian Dan Popovici (n. 1946 - d. 1996) a fost un deputat român în legislatura 1990-1992, ales în județul Argeș pe listele partidului FSN. Ion Cristian Dan Popovici a fost ales la alegerile din 1992 în legislatura 1992-1996 pe lista PRM. După decesul său din aprilie 1996, Ion Cristian Dan Popovici a fost înlocuit de deputatul Nicolae Leonăchescu. 